# خوال
خوال (به لاتین: Khaval) یک منطقهٔ مسکونی در افغانستان است که در ولایت بامیان واقع شده‌است.